# Мелтина
Мелтина (итал. Meltina) је насеље у Италији у округу Болцано, региону Трентино-Јужни Тирол.
Према процени из 2011. у насељу је живело 365 становника. Насеље се налази на надморској висини од 1142 м.

## Становништво
Према резултатима пописа становништва 2011. у општини је живело 1.648 становника.
| 1931. | 1936. | 1951. | 1961. | 1971. | 1981. | 1991. | 2001. | 2011. |
| ----- | ----- | ----- | ----- | ----- | ----- | ----- | ----- | ----- |
| 1.004 | 1.071 | 1.149 | 1.035 | 1.100 | 1.144 | 1.214 | 1.447 | 1.648 |